# 大眾捷達 (中國)
大众捷达是中德合資汽車公司一汽大众生產的一款緊湊型轎車。是繼桑塔納後大众在中國推出的第二款汽車。自1991年第一代發佈以來，經歷多次改款，到2018年已先後歷經兩代。截至2018年累计销售量已經超过四百萬台。更於2019年獨立成為一汽大众旗下品牌。由於其在中國的龐大銷量及在中國悠久歷史，因此該車在中國大陸亦被冠以「國民汽車」、「國民神車」等稱號。

## 第一代（A2）
第一代捷達於1991年12月5日於吉林省長春市的一汽大眾廠房正式投產，除了是一汽大众第一輛車之外，亦是大眾汽車繼大众桑塔納後，在中國生產的第二輛車。

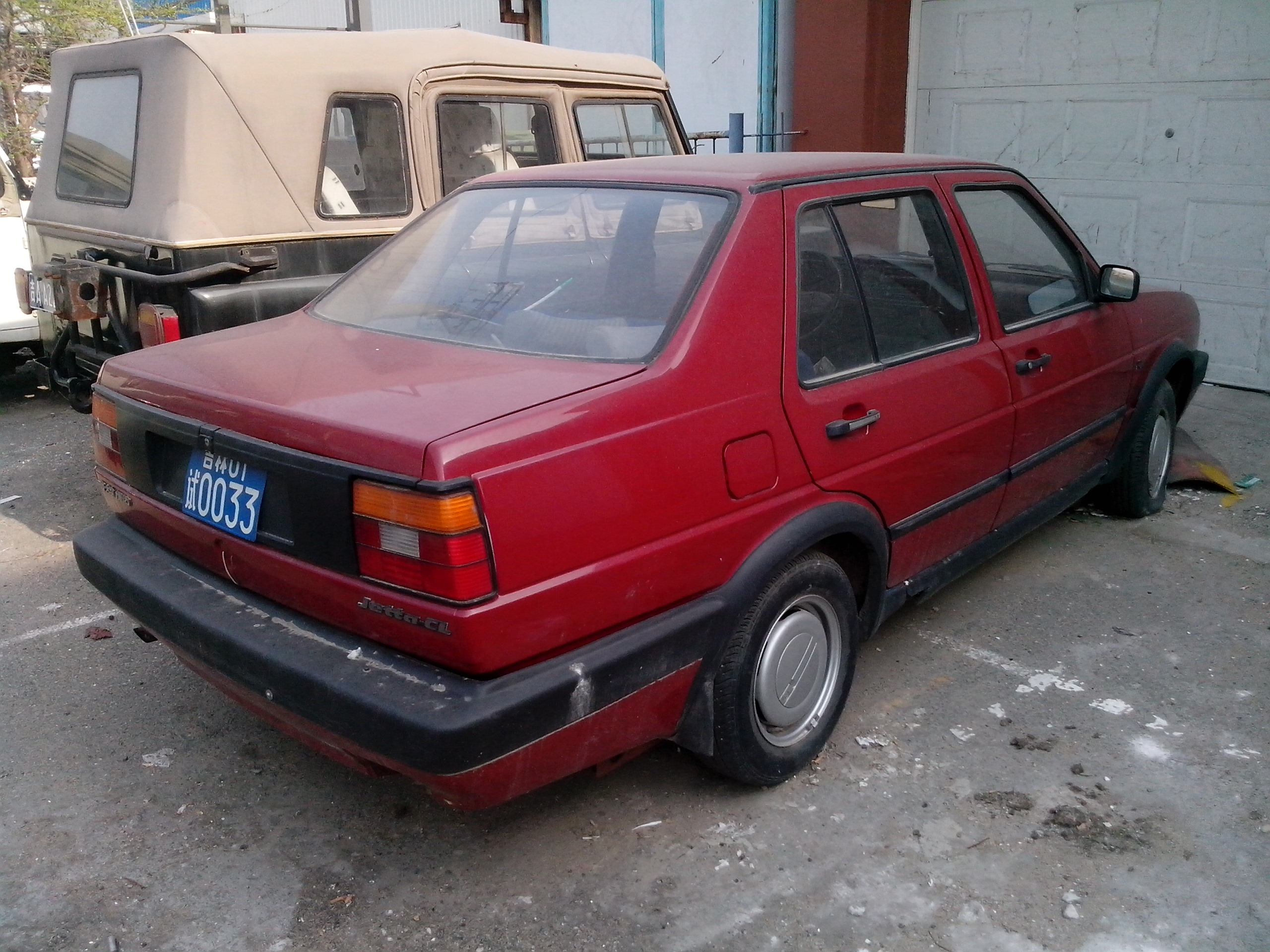
1991款，拍摄于吉林大学

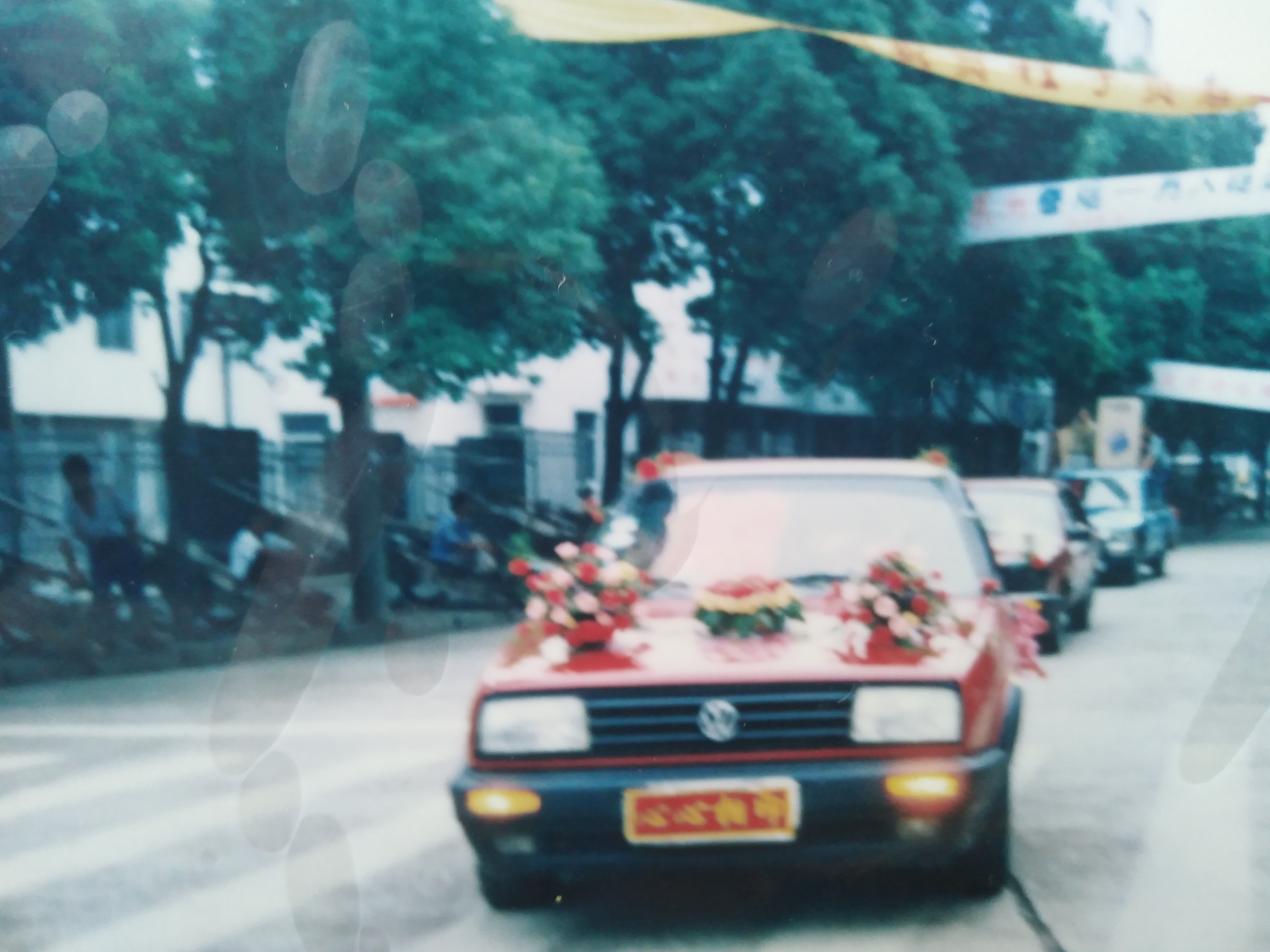
1991款，拍摄于安徽省贵池市（今池州市贵池区）

最初捷達以散裝料形成出售，因此其零件有不少都是進口的。後來在1992年逐漸以半散裝料的形式取代，並於1995年完全國產化。由於大受歡迎，因此該車自在中國製造以來已經進行了三次改款，與國際版捷達脫軌。

### 捷達王

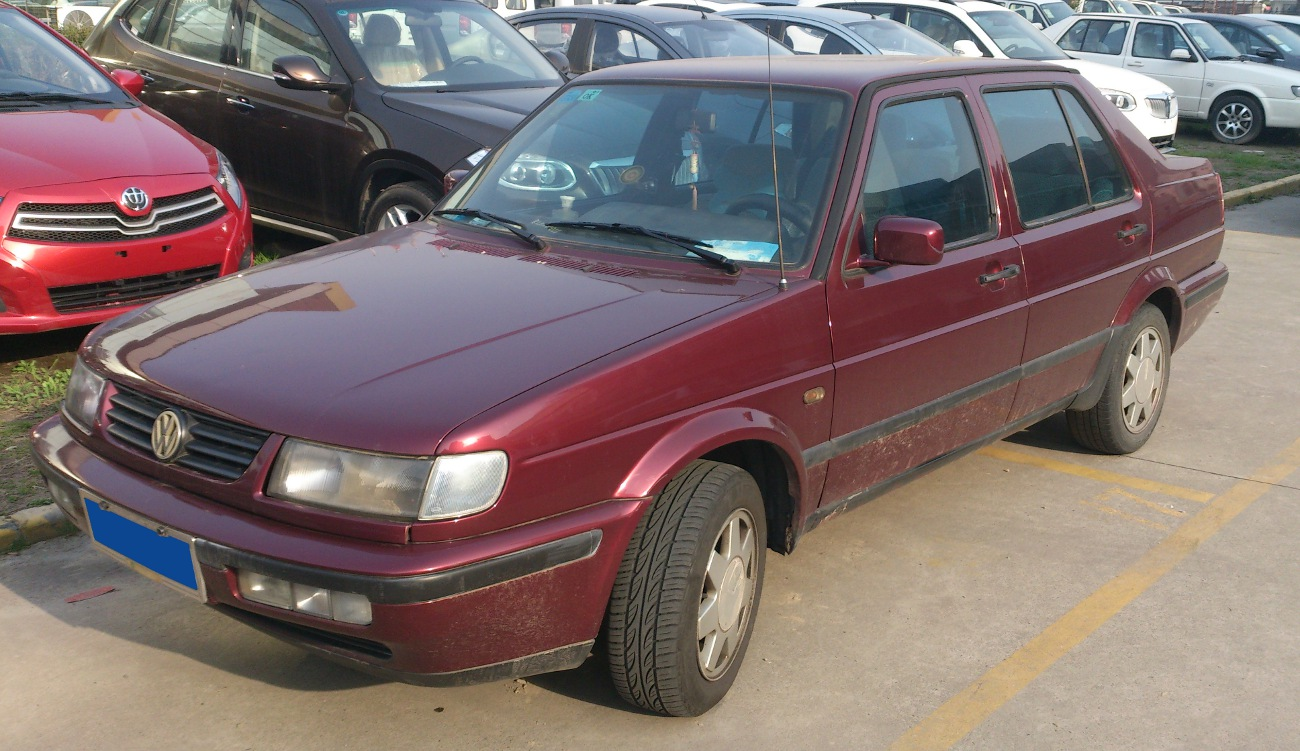
第一次改款（1997年）

1997年8月，捷達第一次進行改款，車頭外觀為大眾帕薩特B4，外觀因此開始與原版捷達出現分別；引擎亦轉為5V電噴引擎，並改名為「捷達王」。

### 捷达伙伴

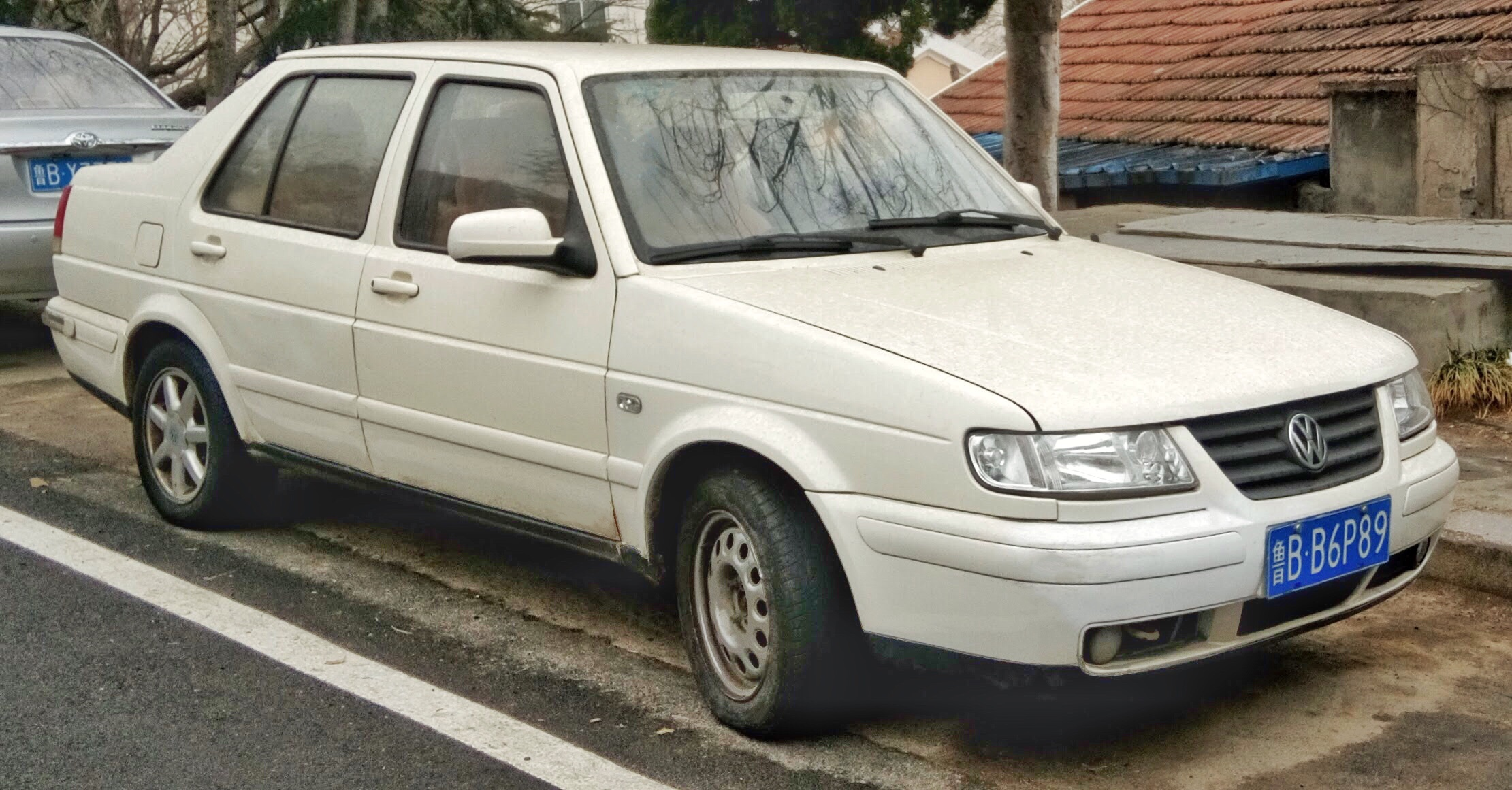
第二次改款（2004年）

第二次改款於2004年3月開始發佈，並改名為「捷达伙伴」。新車對外觀進行改造，升級了多達21項配置，再次拿下了中國單一車型的銷量冠軍，實現了三連冠。2006年7月14日，捷達迎來了第100萬台車下線。不斷升級的配置、耐用、經濟和易維修這些優點是捷達如此受歡迎的根本原因。2007年7月29日，一汽宣佈在四川省成都市新建廠房，擴大了捷達的生產量以滿足中國汽車市場的高需求量、對西部地區市場的擴張以及一汽開發獨立於大众汽車的新汽車平台作為長遠目標。 

### 新捷达
第三次改款稱為大众新捷达，於2010年3月發布，取代了大众捷达王，其設計靈感和風格源至大眾新車款。同年4月，捷達200萬輛紀念版車型上市，限量發售3000台，售價8.88萬，是捷达歷史上的又一里程碑。新捷達不負眾望，在2012年交出了全年銷量24.25萬輛的驚人答覆。其柴油版本也有發售，但在中國大部分城市都是當作出租車，而不是私家車。
新外觀帶來了新的生產和銷售記錄。改款配備了新的前後保險槓，以及新的散熱罩和頭燈。此外，還有一個帶有三輻方向盤的新儀表板，給人一種運動型汽車和駕駛員安全氣囊的標準。其他標準功能包括可以讀取MP3 CD的CD播放器，用於兒童座椅的ISOFIX系統，駕駛位的安全帶警報器和防鎖死煞車系統以及用於更好地分配製動力的EBD。同時亦只有出租車版本有電動可調後視鏡。

## 第二代
全新捷达於2013年3月上市，其外觀亦由於基於不同平台，因此與上一代捷達大相逕庭，售價定於8萬至11萬元人民幣。全新捷达亦採用了新開發的直列四缸EA211型引擎以符合中國的國四及國五排放標準。全新捷達亦於2016年成為中國市場上第四暢銷的乘用車款，總共售出了34.84萬輛。

### 2017年小改款

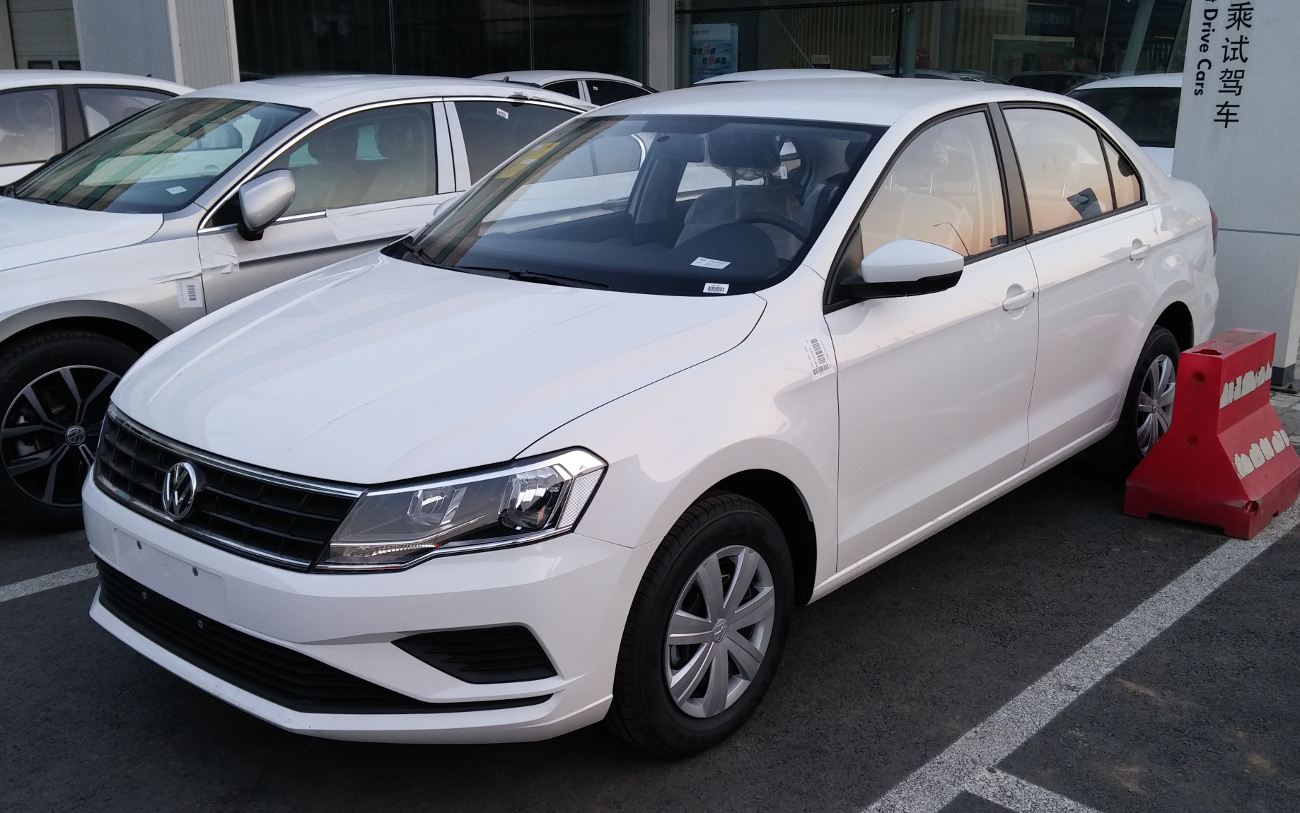
2017年小改款

改款全新捷达於2017年在上海車展上亮相，除其車頭和車尾使用了全新外觀設計之外，其230TSI型號亦配備了新的1.5升直列四缸引擎及七速雙離合變速箱。2019年，捷达作为独立品牌成立。其麾下首款轿车车型捷达VA3，即是基于本次改款车型的后继产品。这也意味着，悬挂大众车标的捷达车型在华生产已画上句号，捷达自此迈入独立成军时代。

## 独立品牌运作
2019年2月26日，独立成为一汽大众旗下子品牌的捷达在德国沃尔夫斯堡亮相，旗下首批车型于2019年3月22日在成都发布，分别为：
- 捷达VA3（继承原一汽大众捷达）
- 捷达VS5（原型车：西亚特 Ateca（英语：SEAT Ateca））
- 捷达VS7（原型车：西亚特 Tarraco（英语：SEAT Tarraco））